# Spoorlijn Cork - Cobh/Midleton
De spoorlijn Cork - Cobh/Midleton is een spoorlijn in het zuiden van Ierland. De lijn verbindt het centrale station van Cork met de forenzenplaatsen Cobh en Midleton.